# Comuna Tiutiunnîkî, Ciudniv
Tiutiunnîkî (în ucraineană Тютюнниківська сільська рада) este o comună în raionul Ciudniv, regiunea Jîtomîr, Ucraina, formată din satele Horodîșce, Korocenkî, Mali Korovînți, Sudacivka și Tiutiunnîkî (reședința).

## Demografie
Componența lingvistică a comunei Tiutiunnîkî
     Ucraineană (99,32%)
     Alte limbi (0,68%)
Conform recensământului din 2001, majoritatea populației comunei Tiutiunnîkî era vorbitoare de ucraineană (99,32%), existând în minoritate și vorbitori de alte limbi.